# Via della Conciliazione
Via della Conciliazione (Droga Pojednania) – jedna z dróg w Rzymie, łącząca plac Świętego Piotra z Zamkiem Świętego Anioła na prawym brzegu Tybru.

## Historia
Ostateczny kształt dzisiejszej zabudowie Via della Conciliazione nadano w latach 1936-1950 według projektu architektów Marcello Piacentiniego i Attilio Spaccarelliego. Sprzyjające warunki do uporządkowania terenu i nadania nowego wyglądu ulicy zaistniały po podpisaniu Traktatów laterańskich. W 1950 zainstalowano dwa szeregi lamp ulicznych z okazji roku jubileuszowego.

## Zabytki
Obok sklepów przy ulicy znajdują się lub z nią sąsiadują budynki o znaczeniu historycznym i religijnym:
- Palazzo Castellesi
- Palazzo dei Penitenzieri
- Palazzo dei Convertendi
- Kościół Santa Maria in Traspontina
- Kościół Santo Spirito in Sassia.
- Auditorium Conciliazione